# Phân rã QR
Trong đại số tuyến tính, phân rã QR, còn được gọi là phân tích nhân tố QR hoặc phân tích nhân tố QU là phân rã ma trận A thành tích A = QR của ma trận trực giao Q và ma trận tam giác trên R. Phân rã QR thường được sử dụng để giải quyết vấn đề bình phương tối thiểu tuyến tính và là cơ sở cho một thuật toán eigenvalue cụ thể, thuật toán QR.

## Các trường hợp và định nghĩa

### Ma trận vuông
Bất kỳ ma trận vuông thực A có thể bị phân tách thành:
{\displaystyle A=QR,\,}
Trong đó Q là một ma trận trực giao (các cột của nó là các vectơ đơn vị trực giao có nghĩa là {\displaystyle Q^{\textsf {T}}Q=QQ^{\textsf {T}}=I}) và R là ma trận tam giác trên (còn gọi là ma trận tam giác vuông, do đó có tên). Nếu A là khả nghịch, thì việc phân tích này là duy nhất nếu chúng ta yêu cầu các phần tử đường chéo của R là dương.
Nếu thay vào đó A là một ma trận vuông phức, thì có một phép phân tách A = QR trong đó Q là một ma trận đơn vị (vì vậy {\displaystyle Q^{*}Q=QQ^{*}=I}).
Nếu A có n cột độc lập tuyến tính, thì n cột đầu tiên của Q tạo thành cơ sở trực giao cho không gian cột của A. Tổng quát hơn, các cột k đầu tiên của Q tạo thành cơ sở trực giao cho nhịp của các cột k đầu tiên của A cho bất kỳ 1≤ k ≤ n. Thực tế là bất kỳ cột k nào của A chỉ phụ thuộc vào các cột k đầu tiên của Q chịu trách nhiệm cho dạng tam giác của R.